# Fleckenbrust-Zaunkönig
Der Fleckenbrust-Zaunkönig (Pheugopedius maculipectus) ist eine Vogelart aus der Familie der Zaunkönige (Troglodytidae), die in Mexiko, Belize, Guatemala, El Salvador, Honduras, Nicaragua und Costa Rica verbreitet ist. Der Bestand wird von der IUCN als nicht gefährdet (Least Concern) eingeschätzt.

## Merkmale
Der Fleckenbrust-Zaunkönig erreicht eine Körperlänge von etwa 12,5 bis 14,0 cm bei einem Gewicht der Männchen von 14,3 bis 16,8 g und der Weibchen von 12,4 bis 16,2 g. Er hat einen weißen Überaugenstreif, die Gesichts- und Nackenseiten sind schwarz weiß gesprenkelt. Der Oberkopf und die Oberseite sind rötlich braun, was am Bürzel ins kastanienfarbene übergeht. Die Handschwingen und die Armschwingen sind sehr undeutlich dunkler gestreift. Die matt braunen Steuerfedern sind von engen dunklen Binden durchzogen. Auf der Unterseite ist er weißlich grau mit markanten schwarzen Flecken an der Kehle, Brust und der Mitte des Bauches. Am orangegelbbraunen hinteren Bauchbereich und den Flanken hat er keine Flecken. Die Augen sind rotbraun, der Schnabel schwärzlich und die Beine blaugrau. Vom Rotbrust-Zaunkönig (Pheugopedius rutilus) unterscheidet er sich durch die stärkeren Flecken auf der Brust, vom Bänderbrust-Zaunkönig (Pheugopedius sclateri) durch die wärmeren Farben am Rücken. Beide Geschlechter ähneln sich. Jungtiere haben weniger Markierungen im Gesicht und auf der Unterseite.

## Verhalten und Ernährung
Es liegen wenig Daten zur Ernährung des Fleckenbrust-Zaunkönigs vor, doch wird vermutet, dass er sich vorwiegend von Wirbellosen ernährt. Sein Futter sucht er meist in Paaren in tieferer verschlungener Vegetation.

## Lautäußerungen
Der Gesang des Fleckenbrust-Zaunkönigs besteht aus einer munteren Serie klarer pfeifender Glucksern, die beide Geschlechter antiphonisch von sich geben. Der Teil des Männchens besteht aus fünf bis sieben Tönen, der des Weibchens aus zwei bis vier.

## Fortpflanzung
Die Brutsaison des Fleckenbrust-Zaunkönigs ist in Mexiko von März bis Juli, in Costa Rica von April bis Juli. Das kugelförmige Nest hat einen Seiteneingang und ist ca. 10,0 × 15,9 cm groß, der Eingang hat einen etwa 4,0 cm Durchmesser. Dieses baut er typischerweise in einer Gabelung von Bäumen oder Farnen in ein bis sechs Meter über dem Boden. Ein Nest wurde in hängenden Blumenkörben gefunden. Das Gelege besteht aus drei bis vier weißen Eiern, die stark mit rötlich braunen Strichen und Flecken verziert sind. Nestlinge werden von beiden Geschlechtern gefüttert.

## Verbreitung und Lebensraum
Der Fleckenbrust-Zaunkönig hat eine große Bandbreite an Lebensräumen. Diese beinhalten auch gestörte und regenerierte Habitate. Er kommt in Wäldern und an Waldrändern vor, aber auch in Kakao- und Zitrusplantagen. Er bewegt sich in Trockenwäldern, auf Kalkstein und an feuchten Küstenwäldern in Höhenlagen von Meeresspiegel bis 1300 Metern in Mexiko und Honduras. In Costa Rica trifft man ihn nur bis 200 Meter an.

## Migration
Es wird vermutet, dass der Fleckenbrust-Zaunkönig ein Standvogel ist.

## Unterarten
Es sind fünf Unterarten bekannt.
- Pheugopedius maculipectus microstictus Griscom, 1930[3] kommt im Nordosten Mexikos vor. Die Unterart ist weniger rötlich auf der Oberseite als die Nominatform und hat kleiner und weniger üppige Brustflecken.[1]
- Pheugopedius maculipectus maculipectus (Lafresnaye, 1845)[4] ist im Osten Mexikos verbreitet.
- Pheugopedius maculipectus canobrunneus (Ridgway, 1887)[5] kommt im Südosten Mexikos, dem Norden Belize und dem Norden Guatemalas vor. Die Unterart ist blasser als die Nominatform mit hellen zimtfarben bis gelbbraunem Oberkopf.[1]
- Pheugopedius maculipectus umbrinus (Ridgway, 1887)[5] ist im Süden Mexikos, dem Süden Belizes über Guatemala bis El Salvador verbreitet. Die Subspezies ist größer und wirkt generell dunkler.[1]
- Pheugopedius maculipectus petersi Griscom, 1930[6] kommt im Norden Honduras über Nicaragua bis in den Norden Costa Ricas vor. Die Subspezies hat einen kräftigeren Schnabel und mehr rostbraun auf der Oberseite inklusive der Schwanzbinden.[6]

Pheugopedius maculipectus varians Griscom, 1930 wird heute als Synonym zu P. m. umbrinus betrachtet.

## Etymologie und Forschungsgeschichte
Die Erstbeschreibung des Bindenbauch-Zaunkönigs erfolgte 1845 durch Frédéric de Lafresnaye unter dem wissenschaftlichen Namen Thriothorus [sic] maculipectus. Als Sammelort für das Typusexemplar gab er Mexiko an. Bereits 1851 führte Jean Louis Cabanis die für die Wissenschaft neue Gattung Pheugopedius ein. Dieser Name leitet sich von »pheugō φευγω« für »meiden, fliehen« und »pedion, pedon πεδιον, πεδον« für »offenes Land, Boden« ab. Der Artname »fasciatoventris« ist das lateinische Wortgebilde aus »fasciatus, fascia« für »binden, Binde, Streif« und »venter, ventris« für »Bauch«. »Maculipectus« ist lateinischen Ursprungs und setzt sich aus »macula« für »Flecken« und »pectus, pectoris« für »Brust« zusammen. »Microstictus« ist ein griechisches Wortgebilde aus »mikros « für »klein« und »stiktos, stizō στικτος, στιζω« für »gepunktet, stechen«. »Canobrunneus« hat seinen Ursprung in »canus« für »grau« und »brunneus, brunius« für »braun«. »Umbrinus« bedeutet »dunkel, schattig, umbrabraun« von »umbra« für »Schatten«. »Petersi« ist James Lee Peters gewidmet. »Varians« hat seinen Ursprung in  »varians, variantis, variare, varius« von »variierend, variieren, mannigfaltig«.